# Henry Allingham
Henry William Allingham (Londen, 6 juni 1896 – Ovingdean, nabij Brighton, 18 juli 2009) was een Brits militair en technicus. Hij was een van de laatste zes nog levende Eerste Wereldoorlogsveteranen en met zijn 113-jarige leeftijd van 19 juni 2009 tot zijn dood gedurende 29 dagen officieel de oudste levende man ter wereld, en is sindsdien nog altijd de oudste Britse man ooit.
Hij was het laatste levende voormalig lid van de Royal Naval Air Service (RNAS) en de laatste nog levende oprichter van de Royal Air Force (RAF). Door zijn diensttijd in de Eerste Wereldoorlog in combinatie met zijn hoge leeftijd had hij vele nationale en internationale onderscheidingen gekregen (zowel civiele als militaire), waarvan vele van de laatste jaren van zijn leven dateren.

## Biografie

### Vroege jaren

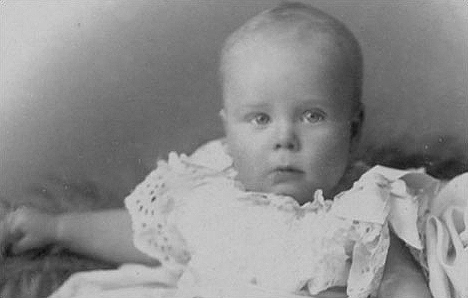
Allingham als baby

Henry Allingham werd op 6 juni 1896 geboren in Clapton, een wijk van Londen. Hij was enig kind in een arbeidersfamilie. Zijn vader stierf aan tuberculose toen Allingham nog maar 18 maanden oud was. Daarom werd hij door zijn moeder en zijn grootouders opgevoed.
Allingham ging naar de London County Council School, waarna hij bij het St Bartholomew's Hospital als leerling het gereedschap repareerde. Spoedig daarna ging hij bij een bedrijf werken dat gespecialiseerd was in koetswerken voor auto's.

### Tijdens de Eerste Wereldoorlog

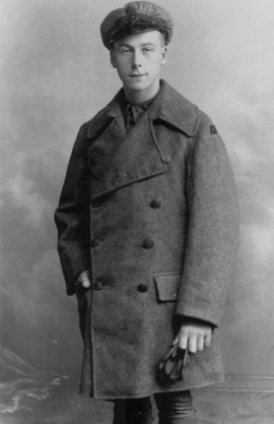
Henry Allingham met RNAS-uniform in 1916

In augustus 1914 wilde Allingham als koerier deelnemen aan de oorlog, maar zijn – inmiddels doodzieke – moeder hield hem tegen. Een jaar later stierf zij op 42-jarige leeftijd en ging hij bij de Royal Naval Air Service, de voorganger van de Royal Air Force. Hij werd aangesteld als Air Mechanic Second Class (Soldaat der 3de klasse), de laagste rang van de Britse luchtmacht, op 21 september 1915. Tijdens zijn opleiding was hij gestationeerd in Chingford met het serienummer RNAS F8317.
Na zijn opleiding werkte hij in Great Yarmouth aan het onderhoud van vliegtuigen en soms mocht Allingham ook zelf een vliegtuig besturen. Op 13 april 1916 inspecteerde koning George V het vliegveld. Helaas vertrok de koning voordat Allingham hem kon spreken. Daarna werkte Allingham aan de kust van Norfolk, waar nachtvluchten werden uitgevoerd. Spoedig daarna ging hij werken op oorlogsschepen die naar U-boten op jacht waren. Hij onderhield daar de vliegtuigen en hielp mee met het optakelen van de vliegtuigen nadat ze waren teruggekeerd van een patrouille.

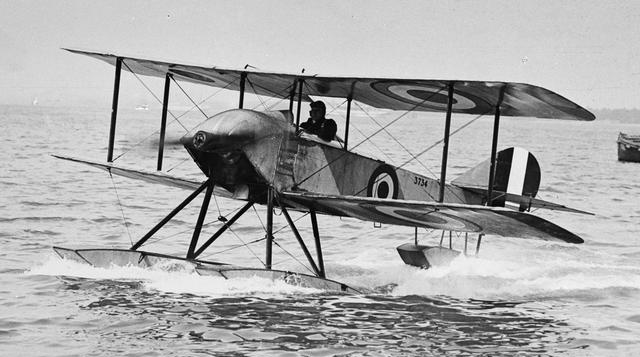
Een Sopwith Schneider-watervliegtuig zoals Allingham onderhield tijdens de Zeeslag bij Jutland

Op 31 mei 1916 troffen de Britten en Duitsers elkaar nabij Jutland (Denemarken) in een slag die later bekend zou worden als de Slag bij Jutland. Allingham was gestationeerd op de HMT Kingfisher. Op het dek van het schip stond een Sopwith Schneider-watervliegtuig dat de Hochseeflotte van de Kaiserliche Marine in de gaten moest houden. Allinghams taak was onder andere het laten opstijgen van dat vliegtuig. Hoewel Allingham daar niet aan de frontlinie gevochten heeft, mocht hij zich wel de laatste overlevende van die slag noemen.

Ik herinner de angst van granaten van de Duitse vloot die recht op ons afkwamen en het ongeloof toen ze van onze boeg afketsten.
— Allingham op een Franse begraafplaats in 2005

In september 1917, nadat hij was bevorderd tot Air Mechanic First Class (Soldaat der 2de klasse), werd hij naar het westfront gestuurd nabij Klein-Sinten bij Duinkerke met het 12de eskader van de Royal Naval Air Service. Hij trainde daar andere troepen van de RNAS en maakte landmijnen onschadelijk die de vluchtende Duitsers achterlieten in de loopgraven. Vlak na zijn aankomst raakte de RNAS betrokken bij de Derde Slag om Ieper (ook wel bekend als de Slag om Passendale). Daar werd hij één keer in zijn arm geschoten en is hij gevallen in een gat gevuld met rottende lichaamsdelen en ratten toen hij bezig was met het opruimen van de aldaar aanwezige landmijnen.

Afschuwelijk. Ik kan ze niet beschrijven, of vergeten, de geur – de stank van de doden.
— Allingham op een Franse begraafplaats in 2005

In dezelfde tijd hanteerde hij ook als een van de allereersten een camera bedoeld voor de verkenningsvliegtuigen die hij onderhield. Het is niet bekend of daar nog beelden van bestaan.
Op 12 november werd Allingham gestationeerd bij een vliegveld in Duinkerke, waar hij tot het einde van de oorlog vliegtuigen zou onderhouden. Dat vliegveld werd maandenlang gebombardeerd vanaf de zee, lucht en land. Tijdens zijn verblijf op het vliegveld landde er vlak bij Allingham een hevig bloedende piloot die even later overleed. Hij zei later er nog altijd spijt van te hebben dat hij geen EHBO-cursus gevolgd had, omdat hij daardoor de piloot niet had kunnen helpen.
Op 1 april 1918 ging Allingham bij de Royal Air Force (RAF), omdat de Royal Naval Air Service (RNAS, een deel van de Royal Navy) en de Royal Flying Corps (RFC) (ondersteuning van landtroepen) werden samengevoegd tot één luchtmacht. In de RAF was hij een Air Mechanic Second Class met zijn nieuwe serienummer: 208317. Hij was sinds het overlijden van de 109-jarige Gladys Powers (1899-2008) aanzien als de laatste overlevende uit de prille beginjaren van de Royal Air Force, maar daar kwam postuum toch nog verandering in, want in januari 2010 werd die status aan de momenteel 110-jarige Florence Green (geboren in 1901) toebedeeld, nadat ze daartoe erkend was. Na het staakt-het-vuren op 11 november 1918 bleef hij in dienst in Frankrijk. Rond die tijd ging hij een keer naar het Duitse Keulen, waar hij zich verbaasde over hoe aardig de Duitse burgers waren tegen de Britse soldaten. In februari 1919 ging hij terug naar Engeland, en op 16 april van datzelfde jaar verliet hij de RAF.

### Interbellum en familie
In 1916 ontmoette Allingham in Great Yarmouth Dorothy Cator, met wie hij enkele jaren later, in 1918, zou trouwen. Zij werd geboren in 1895 en overleed in 1970 aan leukemie, na ruim 51 jaar huwelijk. Samen kregen ze twee dochters: Betty (geboren in 1920) en Jean (1923-1996). Betty trouwde in 1944 met Ronald Hankin. Jean was in 1945 met de Amerikaan Lonny Gray in het huwelijk getreden en na de geboorte van hun dochter Jill naar Michigan in de Verenigde Staten geëmigreerd, waar alle bekende familieleden ten tijde van Allinghams dood nog steeds leefden. Toen Allingham overleed, had hij naar verluidt zes kleinkinderen, twaalf achterkleinkinderen, veertien achterachterkleinkinderen en één achterachterachterkleinkind. Zelf had Henry Allingham altijd gedacht dat zijn oudste dochter, Betty, niet meer in leven was. Ze hadden geen enkel contact meer met elkaar de laatste 40 jaar van Allinghams leven door een vete tussen hen. Allingham ging ervan uit dat zijn dochter anders nog wel de moeite gedaan zou hebben om hem op te zoeken gezien zijn verworven status en hoge leeftijd. Doch niets is minder waar, want pas toen Betty Hankin in de krant las over zijn overlijden, lichtte ze eindelijk haar zoon en vier kleinkinderen in over het feit dat Henry Allingham niemand minder dan haar vader geweest was. En dus had Allingham eigenlijk nog wél familie in eigen land, zelfs niet zo ver van de plek waar hij uiteindelijk gestorven is.
Begin jaren dertig bezat de familie Allingham al een automobiel dankzij Henry Allinghams goedbetaalde baan bij Ford (zie: Techniek). Auto's waren in die tijd nog vrij zeldzaam.

### Tijdens de Tweede Wereldoorlog
Gedurende de Tweede Wereldoorlog hoorde hij bij de reservetroepen in Engeland. Hij hielp met verschillende projecten aan het thuisfront, waaronder tijdens kerstochtend 1939 toen hij werd opgeroepen om mee te helpen voor maatregelen tegen Duitse zeemijnen in het dok van Harwich. Negen dagen later had hij deze opdracht met succes voltooid.
Op Allinghams 48e verjaardag in 1944 lanceerden de Amerikanen en Britten Operatie Overlord. Dankzij deze operatie werd Frankrijk twee maanden later bevrijd.

### Latere jaren

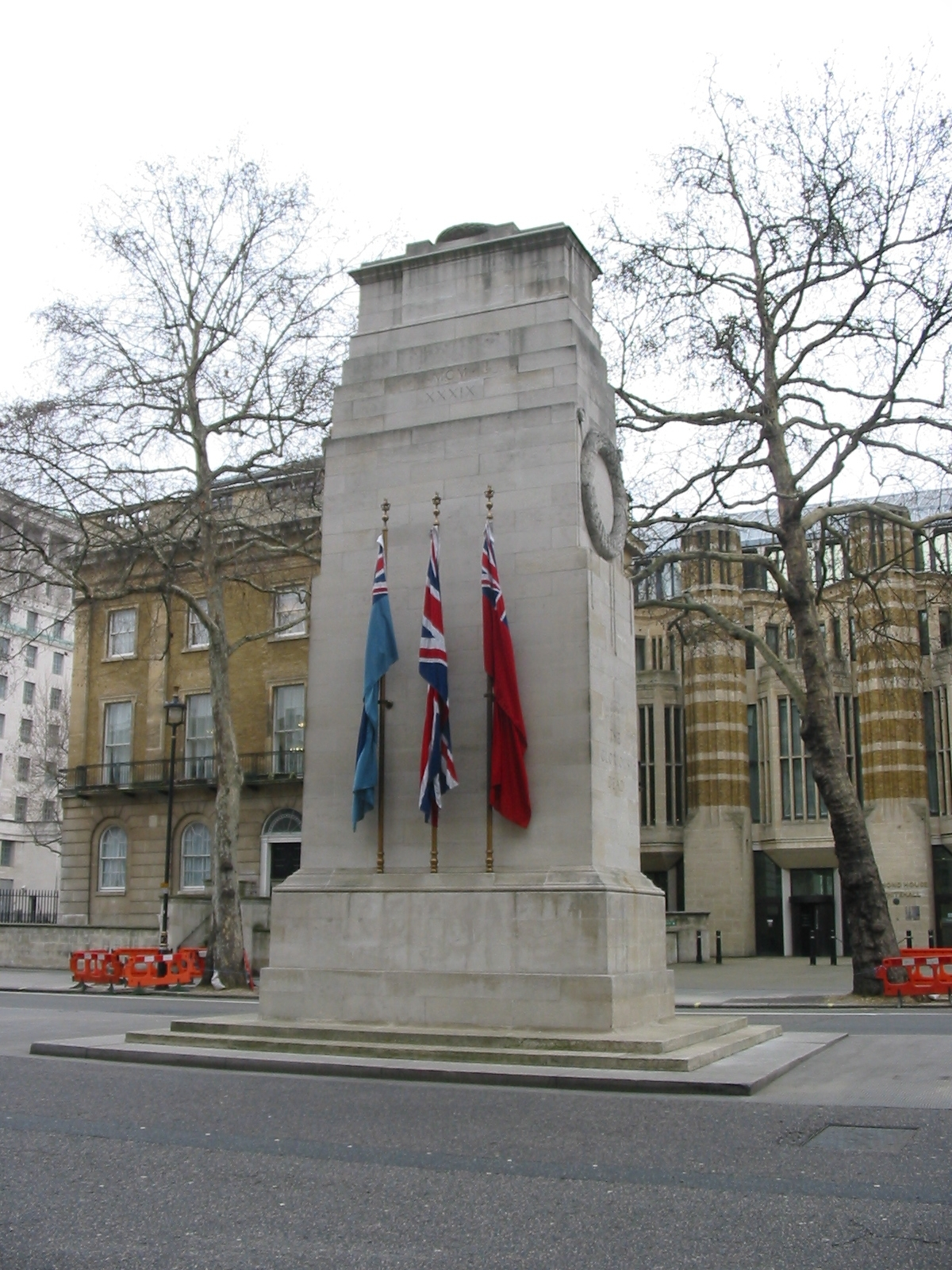
De Cenotaaf in Londen, waar Allingham de ceremonies op 4 augustus 2004 en 11 november 2008 bijwoonde

Voor meer dan tachtig jaar had Allingham bijna nooit iets verteld over zijn ervaringen in de Eerste Wereldoorlog. Maar in 2001 ontmoette Allingham Dennis Goodwin, de oprichter van de World War I Veterans' Association en tevens een Tweede Wereldoorlogsveteraan. Samen gingen ze de jaren erna naar vele evenementen zowel in het binnen- en buitenland om Allingham te laten vertellen over zijn ervaringen tijdens de Eerste Wereldoorlog. Goodwin werd een goede vriend van Allingham.

De helse herinneringen van de oorlog wil ik liever vergeten, maar nooit mijn kameraden. Nooit de mannen die alles gaven. Ik werk hard om hun herinneringen in leven te houden.
— Allingham op een Franse begraafplaats in 2005

Op 23 oktober 2003 lanceerde Allingham het Poppy Appeal van dat jaar aan boord van het Britse oorlogsmuseumschip de HMS Belfast. Het Poppy Appeal is een organisatie die elk jaar rond de herdenkingen van november papieren klaprozen uitdeelt aan mensen in ruil voor een kleine donatie. Dit geld gaat dan naar (ex-)militairen die in geldnood zijn.
Op 4 augustus 2004 ging Allingham naar de ceremonie bij de Cenotaaf op Whitehall in Londen, die de 90e verjaardag markeerde van de deelname van het Verenigd Koninkrijk aan de Eerste Wereldoorlog toen Duitsland het neutrale België binnenviel. Bij deze ceremonie waren ook drie andere Britse Eerste Wereldoorlogsveteranen aanwezig: Bill Stone, Fred Lloyd en John Oborne. Een jaar later, op Remembrance Sunday, de tweede zondag van november, wanneer de oorlogsslachtoffers herdacht worden, marcheerde Allingham langs de Cenotaaf in Londen. Dat jaar was de laatste keer dat een veteraan langs de Cenotaaf marcheerde, omdat er nog maar een handjevol soldaten van die oorlog in leven was, vaak slecht ter been. Op 11 november 2005 legde hij tevens een krans bij de Cenotaaf in het Franse Sint-Omaars.
Als laatste lid van de Royal Air Force was Allingham een "special guest" in Sint-Omaars op 11 september 2004 toen de British Air Services Memorial werd onthuld. De jonge Britse militairen die daarbij waren bezochten Allingham de jaren erop nog regelmatig als blijk van waardering voor wat hij door de jaren heen had meegemaakt. In november van datzelfde jaar woonde hij in Sint-Omaars een ceremonie bij waar hem de gouden medaille van de stad werd uitgereikt.
In november 2005 werd door de International Holographic Portrait Archive een holografisch portret van Allingham gemaakt. Omstreeks deze tijd was er een tentoonstelling op het museumschip HMS Belfast, genaamd Ghosts of Jutland. Een kopie van zijn holografische portret werd aan het museum gedoneerd. Het portret werd onthuld bij de opening van de tentoonstelling door een lid van het Britse koninklijk huis, Birgitte van Deurs, de vrouw van Richard, hertog van Gloucester, een neef van koningin Elizabeth.
Op 11 april 2006 werd Henry Allingham de 'Vrijheid van de stad Eastbourne' gegeven in de vorm van een boekrol door de burgemeester. Eigenlijk had hij deze prijs een maand eerder moeten krijgen, maar toen was Allingham ziek. In mei van dat jaar verhuisde Allingham vanwege zijn verslechterende zicht van zijn huis in Eastbourne, waar hij al sinds zijn pensioen in 1960 woonde, naar een verzorgingshuis voor (bijna) blinde ex-militairen vlak bij Brighton. Daar zou hij tot zijn overlijden blijven.

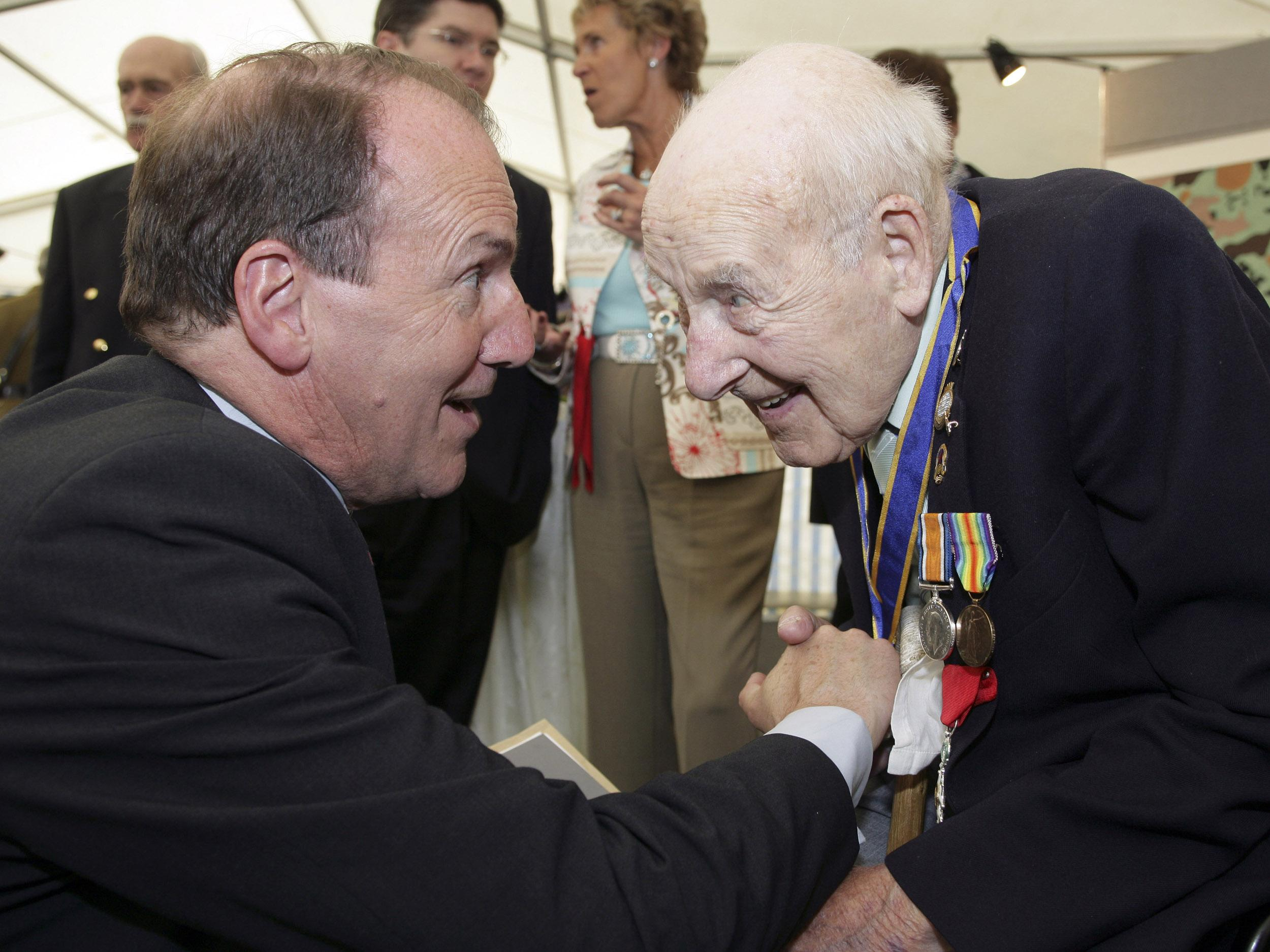
Henry Allingham (rechts) samen met het Britse parlementslid Simon Hughes in het Imperial War Museum op 26 juni 2006

Op 30 oktober 2006 ontmoette Allingham in Witten de 109-jarige Duitser Robert Meier (1897-2007), die aan het westfront had gevochten en op dat moment de oudste nog levende Duitse man was.
Tussen Allinghams 110e en 111e verjaardag was hij bij zestig publieke gelegenheden geweest, waaronder ontmoetingen met Prins Charles, toenmalig premier Tony Blair en Chancellor of the Exchequer Gordon Brown, die een jaar later zelf ook premier zou worden. Op 5 juni 2007, de dag voor zijn 111e verjaardag, werd hij in The Oval tijdens een cricketwedstrijd rondgereden langs de toeschouwers terwijl hij in zijn rolstoel zat. Op zijn 111e verjaardag was er een etentje aan boord van het wereldberoemde oorlogsschip van admiraal Horatio Nelson, de HMS Victory in Portsmouth.

Ik ben tevreden dat ik een nieuwe morgen kan zien. Ik voel me nog steeds hetzelfde als op elke andere leeftijd, er is geen verschil. Ik ben blij om in leven te zijn en ik kijk vooruit naar de volgende verjaardagen. Ik had nooit verwacht dat ik 111 zou worden.
— Allingham op zijn 111e verjaardag

Op 10 juli 2007 ontmoette Allingham samen met Bill Stone koningin Elizabeth in Buckingham Palace tijdens een diner. Er waren ook twee achterachterkleinkinderen aanwezig van soldaten die waren gesneuveld tijdens de Derde Slag om Ieper. Op 11 november 2007 woonde Allingham weer de jaarlijkse herdenkingsceremonie bij aan de Cenotaaf in Londen.
Allingham vierde zijn 112e verjaardag in 2008 met vele familieleden op een militair vliegveld in Lincolnshire. Er was een flypast met kleine vliegtuigen, maar de geplande parachutesprong door militairen werd afgelast door slecht zicht. Naar zijn wens kreeg Allingham op 28 juni 2008 een rondleiding over de Eurofighter Typhoon bij een militaire basis in Lancashire.
Op 23 september 2008 verscheen Allinghams autobiografie, Kitchener's Last Volunteer, die hij samen met Dennis Goodwin had geschreven. Op 11 november 2008, precies 90 jaar nadat het staakt-het-vuren was getekend, woonde Allingham samen met Harry Patch en Bill Stone de grote ceremonie bij de Cenotaaf in Londen bij. Samen waren zij het symbool voor de Royal Air Force (Allingham), Royal Navy (Stone) en de landmacht (Patch). Ze legden alle drie een krans.
Op 18 november werd Allingham ingewijd als een scout. Precies 100 jaar ervoor zat hij ook al bij de Scouts, maar toen moest hij na zes weken vertrekken. De honderd jaar jongere kinderen vroegen Allingham persoonlijk lid te worden ter ere van de dertigste verjaardag van hun scoutinggroep. Op 30 april 2009 kreeg hij de 'Vrijheid van de stad van Brighton and Hove' voor het gemeentehuis van de burgemeester.
Allingham vierde zijn 113e verjaardag met familie en vrienden op de HMS President in Londen, een feest dat georganiseerd was door de Royal Navy. Er waren verschillende hoge officieren aanwezig en terwijl Allingham buiten zat vloog er voor hem een Mark 8 Royal Navy Lynx over. Hij was de eerste Britse man ooit die zijn 113e verjaardag vierde.

### Overlijden
Allingham werd de laatste paar maanden van zijn leven fysiek steeds zwakker. Volgens zijn neef, Ronald Cator, ging hij langzaam achteruit en begon hij steeds langer te slapen. Tegen zijn dood waren zijn zicht en gehoor al grotendeels afgenomen. Op zaterdag 18 juli 2009 om 3:10 's nachts (lokale tijd) stierf Allingham rustig in zijn slaap op de hoge leeftijd van 113 jaar en 42 dagen.
Diezelfde ochtend al betuigde premier Gordon Brown zijn medeleven:

Ik had het voorrecht om Henry vaak te mogen bezoeken. Hij was een geweldig persoon en een van de laatste vertegenwoordigers van een generatie van geweldige mensen [Eerste Wereldoorlogsveteranen]. Mijn gedachten gaan uit naar zijn familie, die rouwt om zijn dood, maar ook zijn leven viert.
— Gordon Brown

Door zijn overlijden werd de 112-jarige Amerikaan Walter Breuning de 'nieuwe' oudste man ter wereld en de 111-jarige eveneens Britse Eerste Wereldoorlogsveteraan Harry Patch de 'nieuwe' oudste Europese man. Patch zelf stierf precies een week na Allinghams overlijden (en vóór diens begrafenis) ook al: op 25 juli 2009.

#### Begrafenis

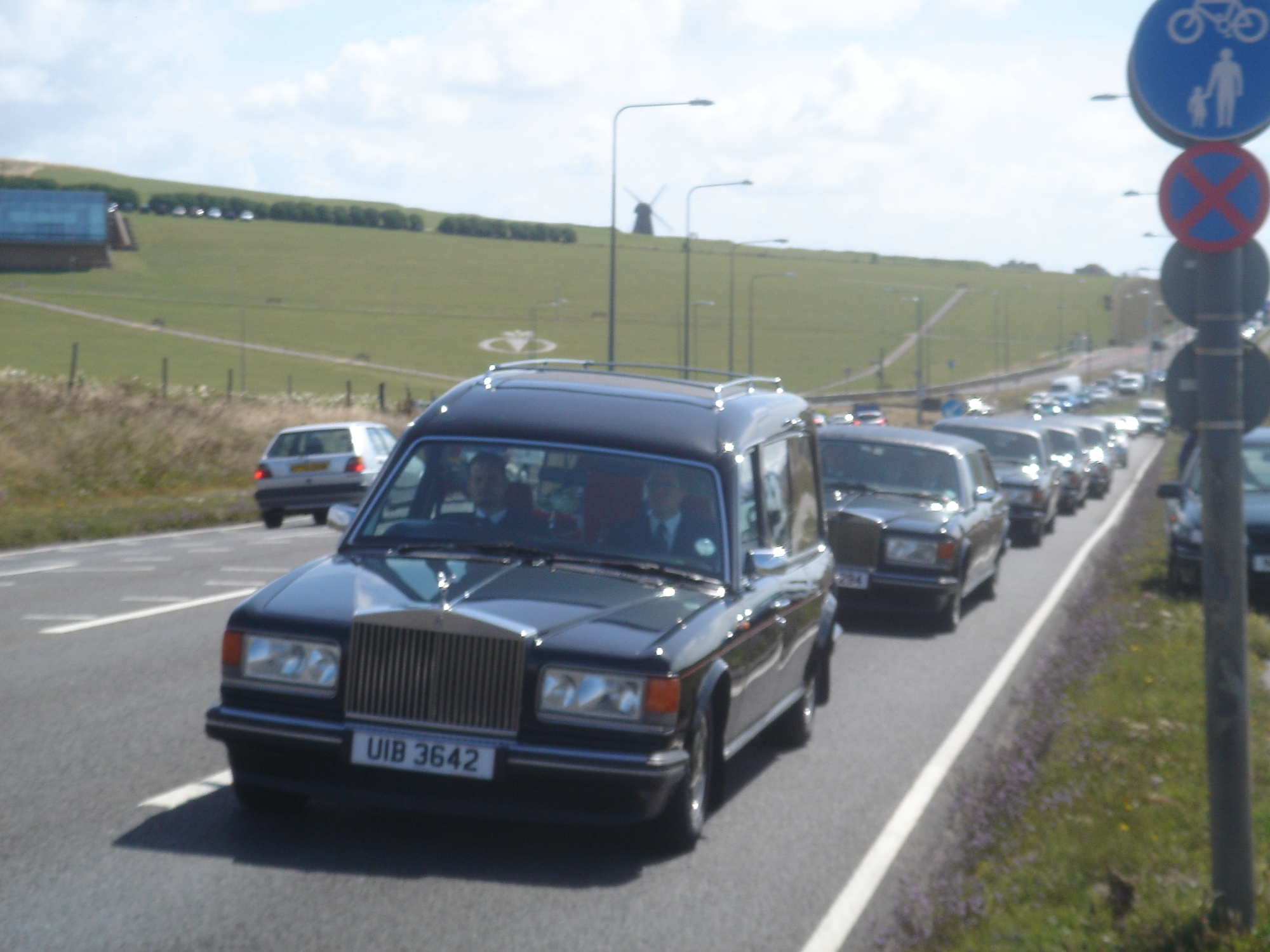
De stoet die op weg is van St Dunstan's naar St Nicholas' Church

Henry Allingham kreeg op 30 juli 2009 om 12 uur lokale tijd bij St Nicholas' Church een militaire begrafenis. De kerkklokken werden geluid door militairen van de RAF en de Royal Navy en door lokale burgers. Bij de begrafenis was Birgitte van Deurs aanwezig, die koningin Elizabeth vertegenwoordigde. Ook waren er hoge officieren aanwezig van de RAF en de Royal Navy. Betty Hankin, Allinghams 89-jarige dochter uit Amerika - die pas na zijn dood iets van zich liet horen -, was ook aanwezig samen met haar - de Engelse - tak van Allinghams familie. Tijdens de begrafenis vlogen er vijf replica Eerste Wereldoorlogsvliegtuigen over en sloeg de kerkklok 113 keer voor zijn 113-jarige leeftijd. Onbekenden die Allingham zelf niet kenden, maar wel hun laatste eer wilden bewijzen konden op een plein via een scherm de dienst volgen. Honderden mensen waren daar aanwezig.

## Techniek
Ook nadat Allingham bij de Royal Air Force was vertrokken, bleef hij bezig met techniek. Hij had verschillende baantjes bij Thorns Car Body Makers, Vickers General Motors en H.J.M. Car Body Builders. Hij begon zijn lange loopbaan in 1934 bij Ford Motor Company in Dagenham waar het bedrijf pas sinds 1931 was gevestigd en bleef er werken tot zijn pensioen in 1960. Op 19 december 2008 kreeg hij een academische graad in de techniek van de Institution of Mechanical Engineers. Allingham wilde al op jonge leeftijd deze graad halen, maar zijn familie kon het zich in die tijd niet veroorloven. Op 22 mei kreeg hij een eredoctoraat in de techniek van de Southampton Solent University voor zijn inspanningen tijdens de twee wereldoorlogen.

## Hoge leeftijd
Op de dag dat Allingham de 'Vrijheid van de stad van Eastbourne' kreeg in 2006 werd hem gevraagd naar zijn geheim van een lang leven. Zijn gevatte antwoord daarop luidde:

Sigaretten, whisky en wilde, wilde vrouwen - en een goed gevoel voor humor.
— Henry Allingham.

Op 1 november 2007 werd Allingham de oudste veteraan ooit uit het Verenigd Koninkrijk toen hij de Tweede Boerenoorlogsveteraan George Frederick Ives (1881-1993) passeerde. Hij is daarmee natuurlijk ook de oudste Britse Eerste Wereldoorlogsveteraan ooit. Het record van de oudste veteraan ter wereld ooit staat op naam van voormalig oudste mens en eveneens Eerste Wereldoorlogsveteraan Emiliano Mercado del Toro (1891-2007) uit Puerto Rico.
Op 10 november 2006 werd Allingham de oudste Europese man door het overlijden van de bijna 112-jarige Franse Eerste Wereldoorlogsveteraan Maurice Floquet (1894-2006). Op 13 februari 2007 werd hij de op een na oudste Brit na de Engelse Florrie Baldwin. Door het overlijden van de Japanner Sukesaburo Nakanishi werd Allingham samen met de Amerikaan George Francis, die op dezelfde dag geboren was, de op een na oudste man ter wereld. Samen hielden ze deze titel tot Francis' overlijden op 27 december 2008. Op 29 maart 2009 werd Allingham de oudste Britse man ooit doordat hij de Welshman John Evans (1877-1990) passeerde. Op 19 juni 2009 ten slotte werd hij de oudste man ter wereld door het overlijden van de eveneens 113-jarige Japanner Tomoji Tanabe (1895-2009), die zelf ruim twee jaar lang de oudste man geweest was. Ten tijde van zijn dood was Allingham de op tien na oudste persoon ter wereld (enkel 10 vrouwen gingen hem vooraf).
Doordat sinds de jaren 90 het aantal Eerste Wereldoorlogsveteranen snel verminderde, wilden veel mensen dat de allerlaatste veteraan een staatsbegrafenis zou krijgen. De regering koos er in 2006 echter voor om de laatste veteraan een nationale herdenking te geven bij Westminster Abbey, zodat de gehele generatie herdacht kan worden. Allingham wilde zelf ook geen staatsbegrafenis.

## Onderscheidingen
Militaire:
- British War Medal
  - British War Medal (1919-1940, verloren tijdens de Blitz)
  - British War Medal (2005, vervangen)[44]
- Victory Medal
  - Victory Medal (1919-1940, verloren tijdens de Blitz)
  - Victory Medal (2005, vervangen)
- Legioen van Eer
  - Ridder in het Legioen van Eer (2003)
  - Officier in het Legioen van Eer (2009)[45]
- Erelid van de Fleet Air Arm (2005)[46]

Civiele:
- Sint-Omaars[3]
  - Vrijheid van de stad van Sint-Omaars (2004)
  - Gouden medaille van Sint-Omaars (2004)
- Vrijheid van de stad van Eastbourne (2006).[36]
- Vrijheid van de stad van Brighton and Hove (2009)[47]

## Trivia
- Op 17 mei 2008 was Henry Allingham precies 111 jaar, 11 maanden en 11 dagen oud. Het staakt-het-vuren van 1918 ging van kracht op het 11de uur van de 11de dag van de 11de maand.[48]
- In totaal heeft Allingham 6 verschillende monarchen (beginnend bij koningin Victoria) en 21 premiers (beginnend bij Robert Gascoyne-Cecil) de revue zien passeren.
- Allingham herinnerde zich na 100 jaar nog steeds de soldaten die naar Engeland terugkeerden van de Tweede Boerenoorlog in Zuid-Afrika in 1902.[49]
- Allingham was niet de enige 'oudste man' die tevens een Eerste Wereldoorlogsveteraan was. De veteranen die hem voorgingen zijn:
  - de reeds genoemde Puerto Ricaan Del Toro (21 augustus 1891 - 24 januari 2007), die de oudste man was vanaf 19 november 2004 en de oudste mens vanaf 11 december 2006.
  - de Italiaan Antonio Todde (22 januari 1889 - 3 januari 2002), die de oudste man was vanaf 1 maart 2001.
  - de Amerikaan John Painter (20 september 1888 - 1 maart 2001), die de oudste man was vanaf 15 november 1999.